# Précy-sous-Thil
Précy-sous-Thil é uma comuna francesa na região administrativa da Borgonha-Franco-Condado, no departamento de Côte-d'Or. Estende-se por uma área de 8,61 km². Em 2010 a comuna tinha 722 habitantes (densidade: 83,9 hab./km²).